# Linopherus tripunctata
Linopherus tripunctata är en ringmaskart som först beskrevs av Kundenov 1975.  Linopherus tripunctata ingår i släktet Linopherus och familjen Amphinomidae. Inga underarter finns listade i Catalogue of Life.